# Ассасуни
Ассасуни (бенг. আশাশুনি, англ. Assasuni) — город на юго-западе Бангладеш, административный центр одноимённого подокруга. Площадь города равна 6,81 км². По данным переписи 2001 года, в городе проживало 7611 человек, из которых мужчины составляли 53,05 %, женщины — соответственно 46,95 %. Плотность населения равнялась 1118 чел. на 1 км². Уровень грамотности населения составлял 43,8 % (при среднем по Бангладеш показателе 43,1 %).